# 春水街道
春水街道，原为城关镇，是中华人民共和国河南省商丘市柘城县下辖的一个街道办事处。

## 行政区划
春水街道下辖以下村级行政区划单位：
长乐社区、中原社区、平等社区、文庙社区、祥和社区、民主社区、常青社区、春水社区、北湖社区、兴华社区、团结社区、向阳社区、东湖社区、西湖社区、重阳社区、黄山社区、鑫城社区、兴中社区、文昌社区、南关村、南西村、北街村、西关村、毛庄村、王菜园村、东关村、北关村和北门村。